# Santoña

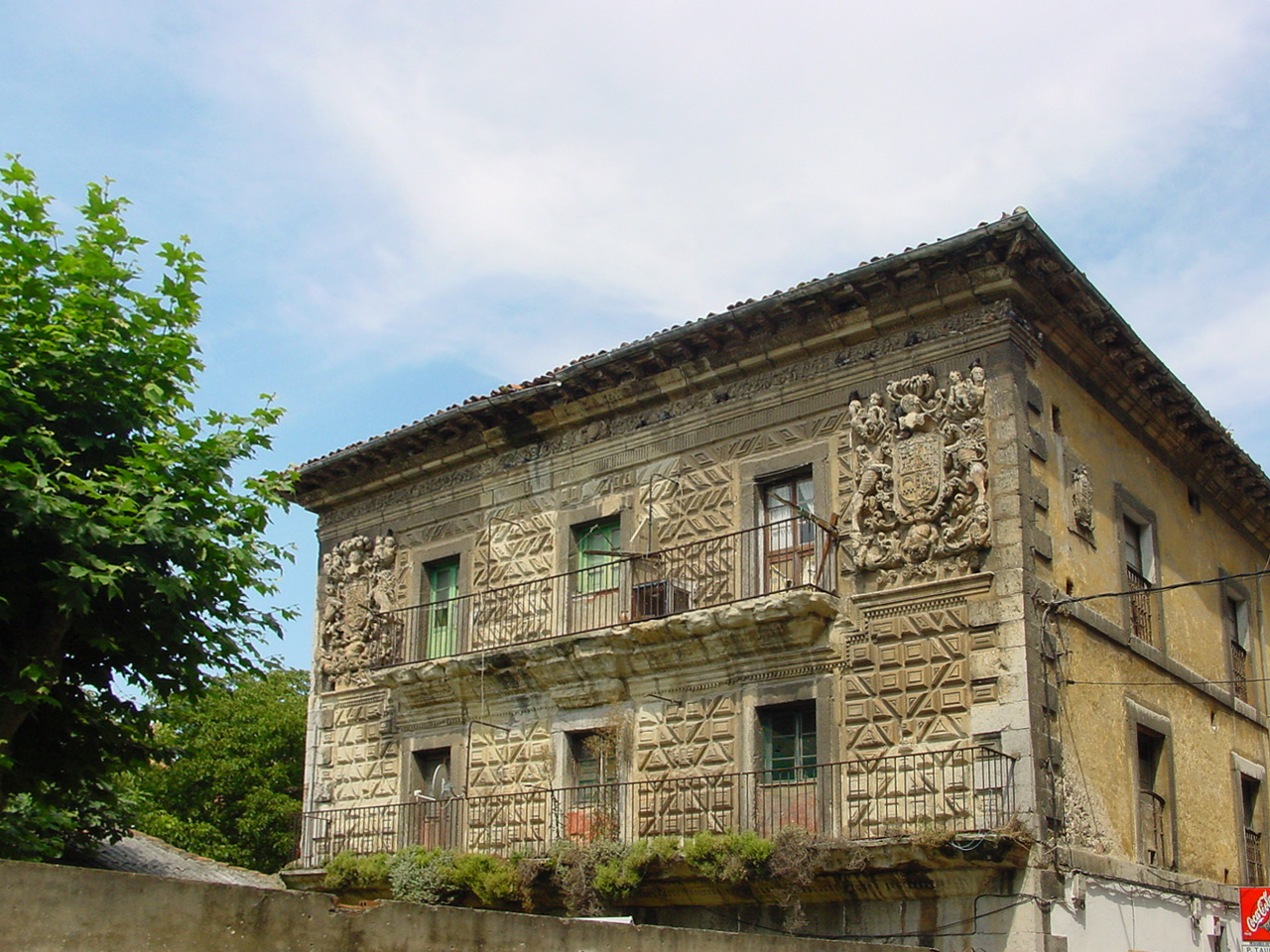
Palau de Chiloeches

Santoña és un municipi de la zona oriental de Cantàbria, situat en la badia del seu nom. Dista uns 45 km de la capital, Santander. Està limitat al nord per la platja de Berria, al sud per la platja de San Martín, a l'est per la muntanya de Buciero amb els municipis de Noja i Argoños i a l'oest pel port pesquer i la nova secció de port esportiu que al seu torn té a l'oest les marismes.

## Localitats
- Dueso.
- Piedrahíta.
- Santoña (Capital), 11.202 habitants en 2006.

## Demografia
| 1900  | 1910  | 1920  | 1930  | 1940   | 1950  | 1960  | 1970   | 1980   | 1990   | 2000   | 2005   |
| ----- | ----- | ----- | ----- | ------ | ----- | ----- | ------ | ------ | ------ | ------ | ------ |
| 4.339 | 6.315 | 7.327 | 7.024 | 11.136 | 8.938 | 9.082 | 10.633 | 11.003 | 11.211 | 11.556 | 11.592 |

Font: INE

## Agermanaments
- Lons

## Administració
| Eleccions municipals, 23 de maig de 2003 |      |        |          |
| Partit                                   | Vots | %      | Regidors |
| PSOE                                     | 3270 | 45,21% | 9        |
| PP                                       | 2316 | 32,02% | 6        |
| PRC                                      | 793  | 10,96% | 2        |

| Eleccions municipals, 27 de maig de 2007 |      |        |          |
| Partit                                   | Vots | %      | Regidors |
| PSOE                                     | 3295 | 48,34% | 9        |
| PP                                       | 2183 | 32,02% | 6        |
| PRC                                      | 704  | 10,33% | 1        |
| MFE                                      | 489  | 7,17%  | 1        |

| Partit | Vots | %      | Regidors |
| ------ | ---- | ------ | -------- |
| PP     | 2585 | 38,75% | 7        |
| PSOE   | 2300 | 34,48% | 6        |
| UPyD   | 807  | 12,1%  | 2        |
| PRC    | 469  | 7,03%  | 1        |
| MFE    | 409  | 6,13%  | 1        |

| Partit     | Vots | %      | Regidors |
| ---------- | ---- | ------ | -------- |
| PSOE       | 2144 | 34,15% | 7        |
| PP         | 2007 | 31,97% | 6        |
| PRC        | 601  | 9,57%  | 2        |
| ASña       | 456  | 7,26%  | 1        |
| SANTOÑESES | 440  | 7,01%  | 1        |
| IxS        | 259  | 4,13%  | 0        |
| MFE        | 187  | 2,98%  | 0        |
| Santoña SÍ | 77   | 1,23%  | 0        |

| Partit        | Vots | %      | Regidors |
| ------------- | ---- | ------ | -------- |
| PSOE          | 2035 | 33,28% | 7        |
| PP            | 1647 | 26,93% | 5        |
| SÑS           | 1087 | 17,78% | 3        |
| PRC           | 834  | 13,64% | 2        |
| ASña          | 237  | 3,88%  | 0        |
| OLA CANTABRIA | 207  | 3,39%  | 0        |